# Abdelali Essamlali
Abdelali Essamlali est un footballeur marocain né le 6 février 1983. Il évolue au poste d'attaquant.

## Carrière
- Kawkab de Marrakech  Maroc
- 2007-2009 : Raja de Casablanca  Maroc
- 2009- déc. 2009 : Hassania d'Agadir  Maroc
- 2009-2012 : OC Safi  Maroc
- 2012-2013 : CO Meknès  Maroc
- 2013- : Jeunesse sportive El Massira  Maroc[1]

## Palmarès
- Champion du Maroc en 2009 avec le Raja